# Destruction de Friesoythe
Vous lisez un « bon article » labellisé en 2023.
La destruction de Friesoythe est un événement survenu le 14 avril 1945, lors de l'invasion de l'Allemagne par les Alliés occidentaux à la fin de la Seconde Guerre mondiale, au cours duquel des soldats canadiens rasent la petite ville de Friesoythe, en Basse-Saxe.
Le 13 avril 1945, le régiment des Argyll and Sutherland Highlanders of Canada (Princess Louise's) de la 4e division blindée canadienne s'empare de Friesoythe. Le commandant du bataillon, très populaire auprès de ses hommes, est tué par un soldat allemand au cours des combats. Cependant, une rumeur selon laquelle il aurait en fait été tué par un civil se répand rapidement. Sur la base de cette rumeur, le major-général Christopher Vokes (commandant la 4e division) ordonne la destruction complète de la ville en représailles. Aucun habitant n'est tué lors de cette destruction, puisque ceux-ci sont expulsés par les Canadiens. Une vingtaine de civils sont cependant tués les 13 et 14 avril au cours des combats entre les Alliés et les Allemands. Après la destruction de Friesoythe, les ruines de la ville sont utilisées pour combler les cratères des routes des environs et les rendre praticables pour les chars canadiens.
Les événements de Friesoythe ne sont pas un cas unique au cours de la campagne d'Allemagne. Dans un contexte de frustration face à la résistance acharnée des Allemands, et de découverte des camps de concentration, les troupes alliées enfreignent de plus en plus les lois de la guerre au cours des derniers mois du conflit. Les mêmes hommes ayant rasé Friesoythe avaient déjà rasé Sögel quelques jours plus tôt, tandis que des troupes américaines et françaises se livrent également à des destructions méthodiques au même moment. Le cas de Friesoythe est cependant le plus significatif puisqu'il s'agit d'une ville de plus de 4 000 habitants avant la guerre.
La destruction de Friesoythe n'attire pas d'attention officielle et est à peine évoquée par l'histoire officielle de l'armée canadienne. Charles Stacey, l'historien officiel de l'armée canadienne pendant la Seconde Guerre mondiale (présent à Friesoythe le 15 avril 1945) qualifie cependant de crime de guerre la destruction de la ville dans ses mémoires publiés en 1982. Trois ans plus tard, Christopher Vokes dit dans ses propres mémoires qu'il n'a « pas de grands remords pour la destruction de Friesoythe ».
La destruction de Friesoythe fait écho à une vision d'un habitant de la ville, Theodor Caspar Wreesmann, considéré dans la mémoire collective d'après-guerre comme un voyant prophétique qui aurait permis de sauver des habitants en les exhortant à fuir avant que la ville soit réduite en ruines.

## Contexte

### Tactiques alliées face à la résistance des civils

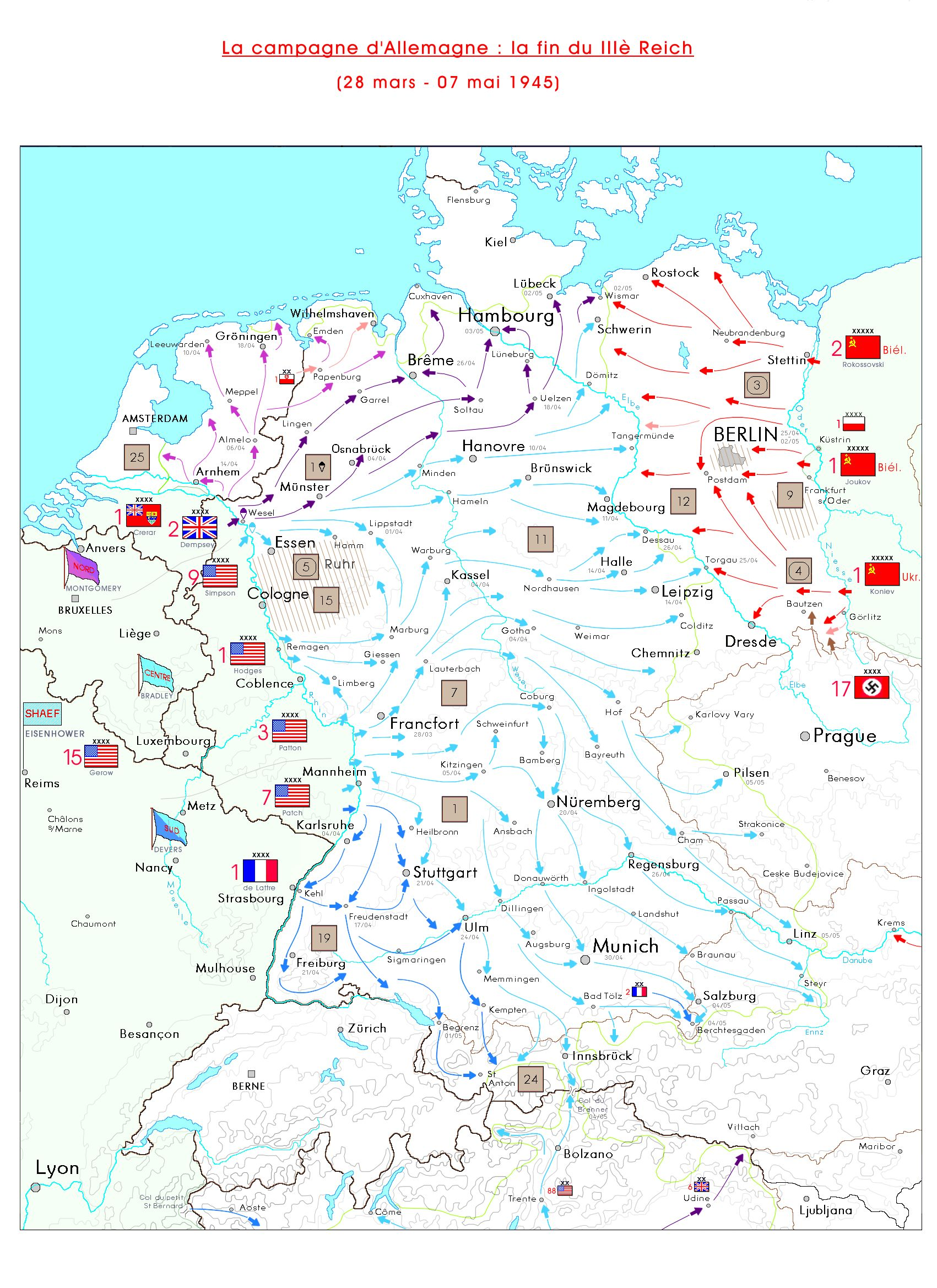
Invasion de l'Allemagne par les Alliés, entre mars et mai 1945. Friesoythe est située à 100 km au nord d'Osnabrück et à 76 km à l'ouest de Brême.

En septembre 1944, les Alliés occidentaux atteignent la frontière occidentale de l'Allemagne et, à la fin du mois d'octobre, ils réussissent à s'emparer d'Aix-la-Chapelle, la première grande ville allemande à tomber entre leurs mains. Au cours des six mois suivants, ils conquièrent une grande partie de l'ouest du pays. En novembre, le Grand quartier général des forces expéditionnaires alliées (ou SHAEF, pour Supreme Headquarters Allied Expeditionary Force) déclare publiquement que les forces des Alliés occidentaux respecteront strictement le droit international en ce qui concerne le traitement des civils lors de leur avancée en Allemagne. Toutefois, un manuel du SHAEF intitulé Combating the Guerrilla (Combattre la guérilla) indique que, dans certaines circonstances, les commandants peuvent prendre des « mesures sévères » contre les civils pour répondre rapidement aux attaques de guérilla (dans un contexte de propagande allemande autour du réseau Werwolf), bien que cela soit contraire aux conventions de La Haye.
La fréquence et la nature des actions de représailles varient selon les contingents nationaux au sein des forces alliées. Conformément à la politique du SHAEF, les forces de l'armée américaine détruisent à plusieurs reprises des bâtiments allemands, parfois des villages entiers, et prennent diverses autres mesures à l'encontre des civils allemands. Les troupes françaises adoptent une approche similaire à celle des Américains, quoique plus rigoureuse. Les commandants britanniques quant à eux désapprouvent globalement les représailles contre les civils et les troupes britanniques en exercent donc peu.

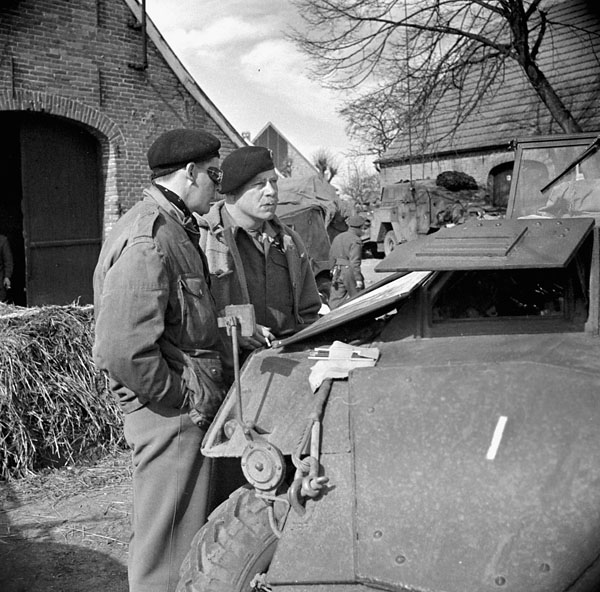
Le brigadier Robert Moncel (à gauche) et le major-général Christopher Vokes, à Sögel, en avril 1945.

Les troupes canadiennes sont un cas à part. La 1re armée de ce pays sert au sein du 21e groupe d'armées du Royaume-Uni, majoritairement composé d'unités britanniques, mais exerce plus de représailles contre les civils que leurs homologues européens. La 4e division blindée canadienne et son commandant Christopher Vokes se distinguent particulièrement par le nombre d'actions menées contre des biens civils allemands. Vokes juge en effet ce type de destruction comme le meilleur moyen de répondre à la résistance.
Sur le front de l'Est, les Soviétiques se montrent globalement bien plus violents que les Alliés occidentaux : le réseau de guérilla Werwolf est censé être avant tout dirigé contre eux, aussi les forces de l'Armée rouge n'hésitent-elles pas à tuer ou emprisonner un grand nombre de civils et à détruire des biens.

### Attitudes alliées à l'égard des Allemands et accroissement de la violence

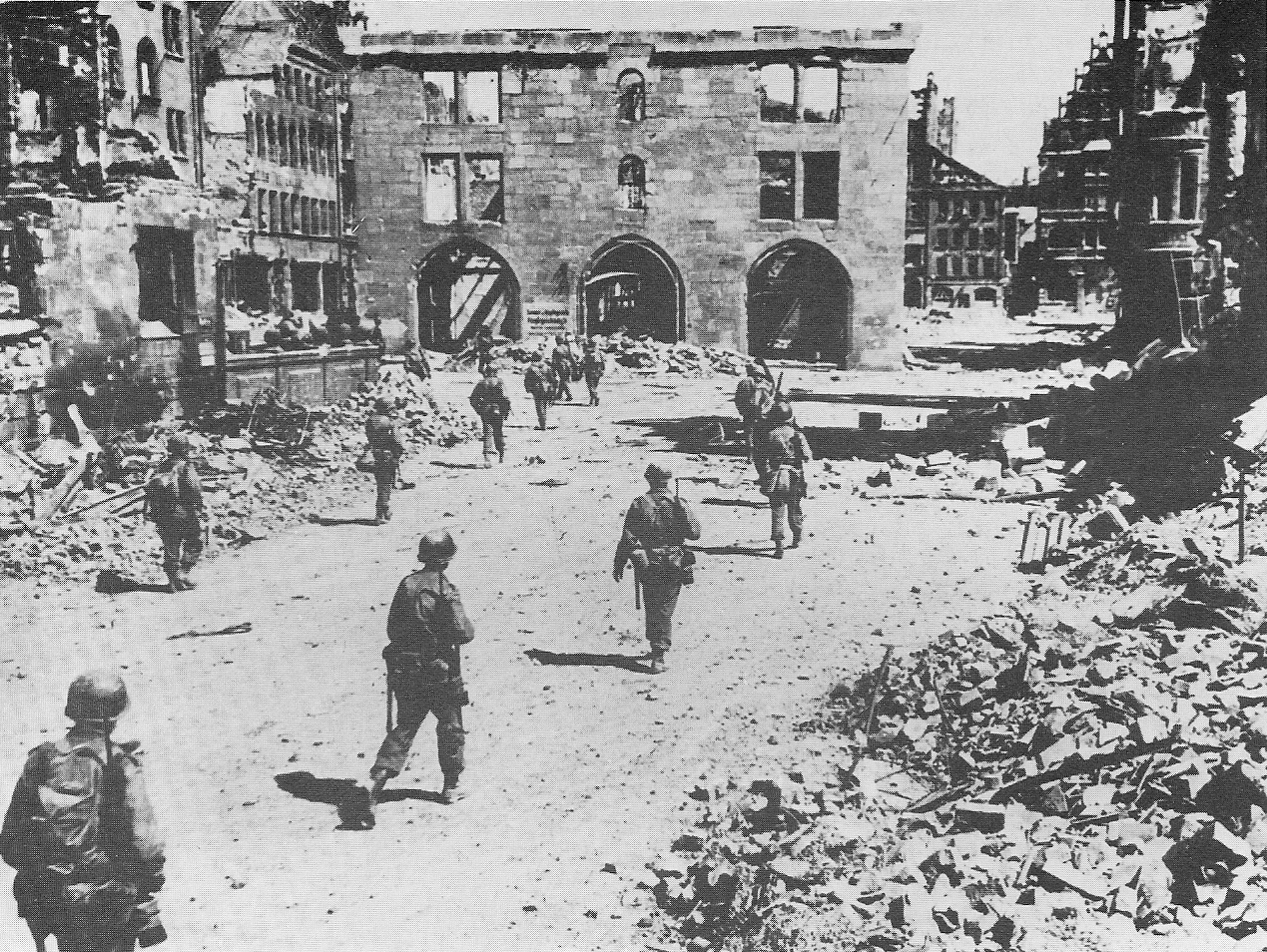
Soldats américains de la 3e division d'infanterie progressant à travers les ruines de Nuremberg, le 20 avril 1945.

Dans les rangs des soldats alliés, la résistance acharnée des Allemands pour une cause manifestement sans espoir suscite la frustration et la colère face aux pertes qu'ils infligent alors que la guerre est largement perçue comme presque terminée. Le sentiment général qu'un traitement sévère, voire impitoyable, des militaires et des civils allemands est justifié se répand donc chez les soldats alliés. De plus, les Britanniques atteignent le 15 avril des camps de concentration, dont celui de Bergen-Belsen, où ils trouvent des détenus réduits au cannibalisme. L'historien Rick Atkinson (en) écrit que « les révélations du mois d'avril […] ont suscité une indignation durable » chez les troupes du Royaume-Uni.
À cause de tous ces facteurs, l'attitude alliée se durcit à l'encontre des civils allemands. Un officier américain écrit : « L'attitude du commandement supérieur semble être de faire comprendre à ces gens […] toute la signification de la guerre et de ce que leurs troupes avaient fait à d'autres personnes ». Le général américain George Patton écrit pour sa part dans son journal : « Dans des centaines de villages […] la plupart des maisons sont des amas de pierres […] C'est moi qui ai fait le plus. C'est moi qui ai fait le plus gros du travail ». Lorsqu'un tireur embusqué tire sur l'un des officiers de Patton, celui-ci ordonne de brûler plusieurs maisons allemandes. Lorsque le commandant de la 3e division blindée américaine, Maurice Rose, est tué au combat à 240 km à l'intérieur de l'Allemagne le 30 mars, plusieurs villages sont rasés par ses troupes en colère, les Allemands blessés déjà capturés sont abattus sur place et au moins 45 sont exécutés après s'être rendus plus tard. Un officier d'artillerie américain écrit à ses proches en avril que « nous devrions tirer un millier d'obus sur chaque ville [allemande], ça leur ferait du bien ».

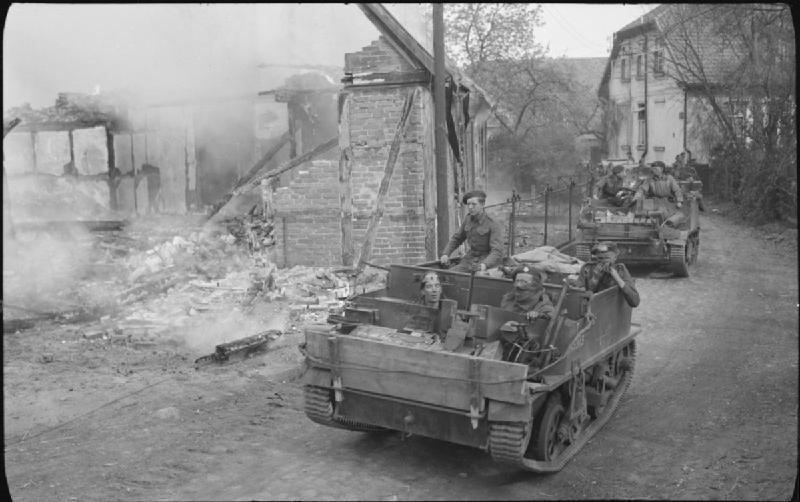
Des chenillettes d'infanterie britanniques Bren-Carrier traversant les ruines de Massendorf, un hameau de Spalt, le 17 avril 1945.

Au moins un bataillon britannique refuse de faire des prisonniers de la Waffen-SS ; il exécute systématiquement ceux qui se rendent : un officier de ce bataillon blâme la brutalité des SS tandis qu'un autre commandant de bataillon britannique résume l'attitude d'aversion au risque au sein de son unité : « À ce stade de la guerre, personne ne tenait vraiment à gagner des médailles ». Un caporal britannique exprime le sentiment général d'incompréhension des troupes alliées en écrivant : « Pourquoi ces bâtards stupides n'abandonnent-ils pas ? » Certaines divisions alliées subissent en effet des pertes jusqu'à la mi-avril, alors que l'issue de la guerre ne fait déjà plus aucun doute. Pour l'historien Max Hastings, « la traversée anglo-américaine de l'Allemagne a offert […] de nombreuses petites batailles stupides qui ont gaspillé des vies humaines ».

### Destruction de Sögel

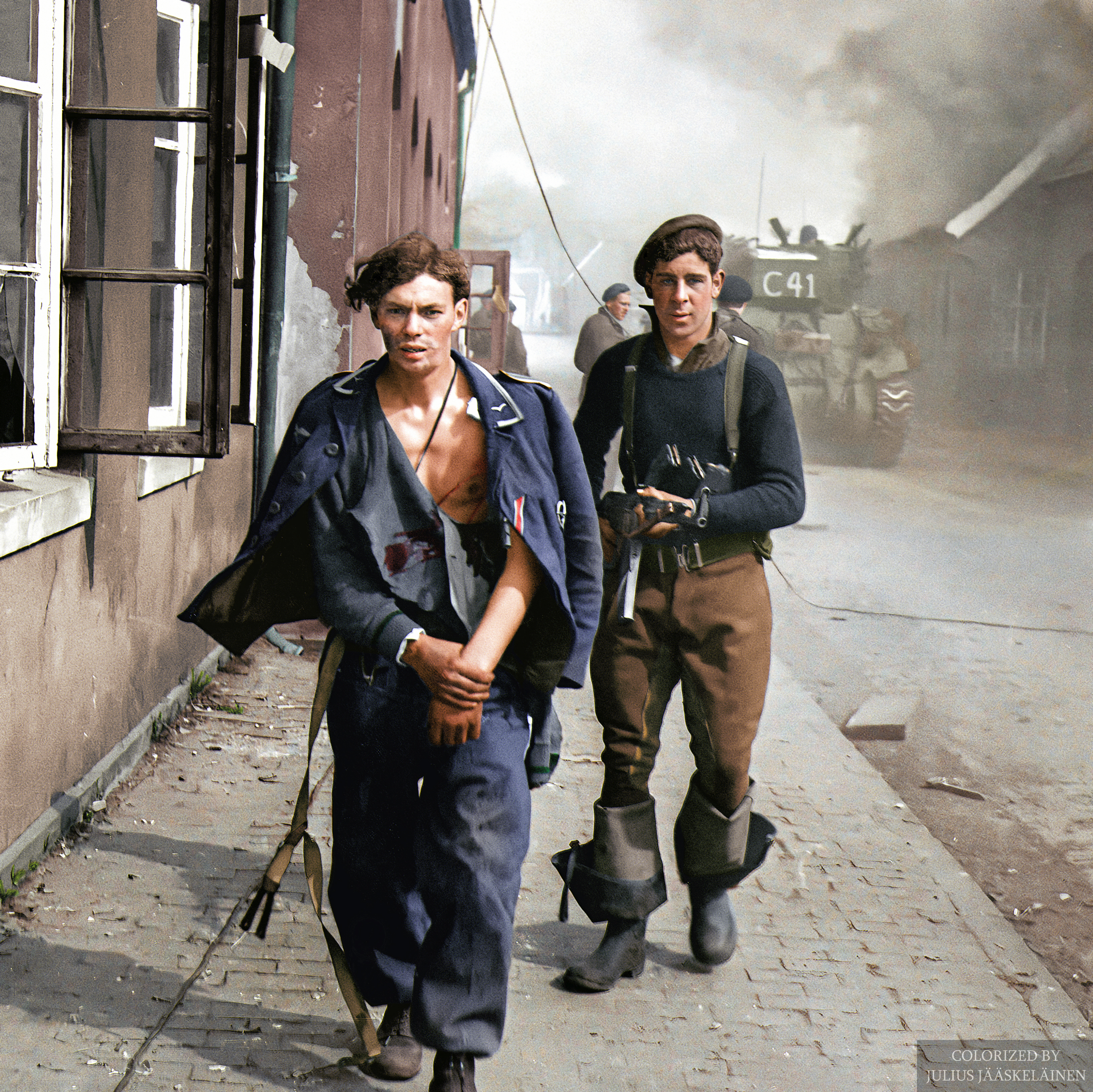
Le soldat Forrest Francis Thompson, une estafette attaché à la 12e ambulance de campagne canadienne, escorte un sous-officier parachutiste de la Luftwaffe blessé et capturé à Sögel le 10 avril 1945. Thompson est armé d'un StG 44 capturé. À l'arrière-plan, des chars de la 4e division blindée canadienne (photo colorisée à partir d'un original noir et blanc).

À la mi-mars 1945, les Alliés occidentaux se préparent à traverser le Rhin dans le cadre de l'opération Plunder. L'histoire officielle de l'armée canadienne décrit une atmosphère optimiste, car la fin de la Seconde Guerre mondiale en Europe est proche. Au début du mois d'avril, la 4e division blindée canadienne, qui fait partie du 2e corps canadien, quitte l'est des Pays-Bas à la suite du succès de l'opération Plunder. Le 4 avril, les Argyll and Sutherland Highlanders of Canada, qui font partie (avec les régiments Algonquin (Northern Pioneers) et Lincoln and Welland) de la 10e brigade d'infanterie canadienne, l'une des deux brigades de la division, traversent l'Ems et s'emparent de la ville de Meppen, ne subissant qu'une seule perte. Ils trouvent en face d'eux des jeunes de 17 ans avec moins de huit semaines d'expérience militaire et en capturent plusieurs.
La division avance encore de 25 km jusqu'à Sögel, que le Lake Superior Regiment (Motor) capture le 9 avril. Le lendemain, elle repousse plusieurs contre-attaques allemandes avant que la ville ne soit déclarée libérée,. Certains civils allemands se seraient joints aux combats et auraient tué plusieurs soldats canadiens. Christopher Vokes, estimant que les civils devaient recevoir une leçon, ordonne la destruction du centre de la ville, ce qui est fait à l'aide de plusieurs camions de dynamite. Les ruines sont ensuite utilisées pour combler les routes et les rendre praticables pour les chars. Vokes est alors conscient que ces actions violent les conventions de La Haye et prend soin de ne pas donner d'instructions écrites. La deuxième convention de La Haye de 1907 stipule en effet qu'« outre les prohibitions établies par des conventions spéciales, il est notamment interdit […] de détruire ou de saisir des propriétés ennemies, sauf les cas où ces destructions ou ces saisies seraient impérieusement commandées par les nécessités de la guerre ». Les soldats de sa division commencent alors à surnommer Vokes « le fou de Sögel ».
L'histoire officielle de l'armée canadienne n'omet pas cet incident :

« L'enquête a établi que des civils allemands avaient pris part à ces combats et étaient responsables de la perte de vies canadiennes. En conséquence, en guise de représailles et d'avertissement, plusieurs maisons du centre de Sögel furent détruites par le génie pour fournir des décombres [pour combler les routes]. »

| - Prisonniers allemands capturés à Sögel. - Parachutiste allemand capturé à Sögel en train d'être fouillé par des soldats canadiens. - Des enfants brandissant un drapeau blanc à Sögel. - Expulsion des civils de Sögel, avant la destruction de la ville par les troupes canadiennes. |

## Friesoythe
« Die Hauptkampflinie des Zweiten Weltkrieges über uns hinwegzog. Drei Wochen hindurch erlebte die Stadt und ihre Bevölkerung den Krieg mit allen seinen Schrecknissen »
« La principale ligne de front de la Seconde Guerre mondiale nous frappa de plein fouet. Pendant trois semaines, la ville et sa population vécurent la guerre avec toutes ses horreurs. »
— Richard Kühling, « Friesoythe in der Geschichte », dans Männergesangverein Friesoythe, Festschrift 100 Jahre MGV Friesoythe von 1880, Friesoythe, 1980

### Capture de la ville

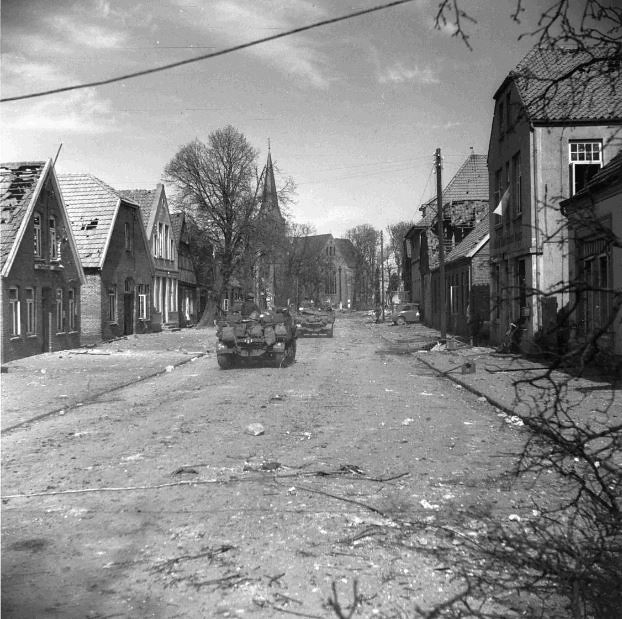
Les chars de la 4e division blindée canadienne entrent dans Friesoythe après la conquête de la ville.

L'avance canadienne se poursuit après Sögel à travers la plaine de Westphalie, atteignant les abords de Friesoythe, un carrefour stratégique, le 13 avril. En ce début de printemps 1945, le sol est détrempé et les véhicules lourds ne peuvent circuler en dehors des routes principales : Friesoythe, à 32 km à l'ouest d'Oldenbourg, sur la rivière Soeste (en), devient un goulot d'étranglement potentiel. Si les Allemands parviennent à la tenir, le gros des Canadiens ne pourra pas poursuivre l'avancée dans le territoire allemand. Plusieurs centaines de soldats du bataillon Raabe de la 7e division parachutiste allemande équipés de canons antichars défendent Friesoythe ; certains sont très jeunes. Ils sont secondés par des troupes paramilitaires de l'organisation Todt. Malgré des négociations avec les forces armées allemandes, les autorités locales ne peuvent empêcher que leur ville soit défendue et donc théâtre de combats (une décision prise à la mi-mars 1945). Le commandant allemand sur place est décrit comme un jeune Fähnrich fanatique croyant en la victoire finale nazie et voulant faire de la ville une tête de pont.

Quelques jours auparavant, les troupes canadiennes prennent les bourgades de Neulorup, Gehlenberg et Neuvrees ; la commune de Markhausen subit un bombardement aérien le 10 avril.

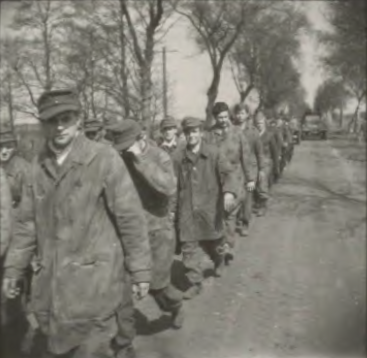
Soldats allemands faits prisonniers après la capture de Friesoythe, 14 avril 1945.

Tandis que les troupes alliées avancent, la plupart des 4 000 habitants de Friesoythe sont évacués vers la campagne (notamment le hameau de Pehmertange) par les autorités allemandes à partir du 10 avril. Un nombre indéterminé de civils sont toujours présents dans la ville lors de l'arrivée des Canadiens,.
Une première attaque menée par le Lake Superior Regiment est repoussée et plusieurs Canadiens sont tués et blessés ; les pertes allemandes sont par contre inconnues.
Vokes ordonne la reprise de l'attaque par les Argyll and Sutherland Highlanders of Canada (Princess Louise's), commandés par le lieutenant-colonel Frederick Wigle. Les Argylls effectuent une marche nocturne et lancent un assaut à l'aube du 14 avril. L'attaque ne rencontre qu'une résistance éparse de la part d'une garnison désorganisée, et les Canadiens s'emparent de la ville à 10 h 30. Dans la confusion des combats, une cinquantaine de soldats allemands surprennent le poste de commandement de Wigle vers 8 h 30. Une fusillade éclate, causant la mort du lieutenant-colonel et de plusieurs autres soldats. C'est cependant une autre version, selon laquelle Wigle aurait été tué par un civil, qui se répand parmi ses hommes,.

### Destruction

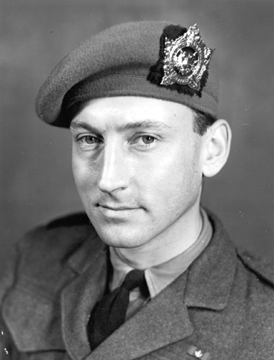
Le lieutenant-colonel Frederick Ernest Wigle, tué le matin du 14 avril. Sa mort pousse Christopher Vokes à ordonner la destruction de Friesoythe.

Christopher Vokes est furieux d'apprendre par cette rumeur la mort de Wigle, un officier qu'il estime et qui est de plus très apprécié de ses hommes. Il écrit une quarantaine d'années plus tard dans son autobiographie,.

« Un de mes officiers de premier ordre, pour lequel j'avais une estime et une affection particulières, et pour lequel j'avais un intérêt professionnel particulier en raison de son talent pour le commandement, a été tué. Non pas simplement tué, m'a-t-on dit, mais abattu d'une balle dans le dos. […] J'ai appelé mon chef d'état-major [le lieutenant-colonel Mackenzie Robinson]. « Mac », lui ai-je crié, « je vais démolir cette foutue ville. Dites-leur que nous allons raser ce putain d'endroit. Faites d'abord sortir les gens de leurs maisons ». »

Le lieutenant-colonel Robinson obéit mais convainc son supérieur de ne pas mettre cet ordre par écrit ni de faire une proclamation aux civils locaux, parfaitement conscient qu'un tel ordre enfreint le droit de la guerre,. Selon Max Hastings, l'incident de Sögel quelques jours plus tôt incite Vokes à croire la rumeur concernant la mort de Wigle et accentue encore un peu plus sa fureur.

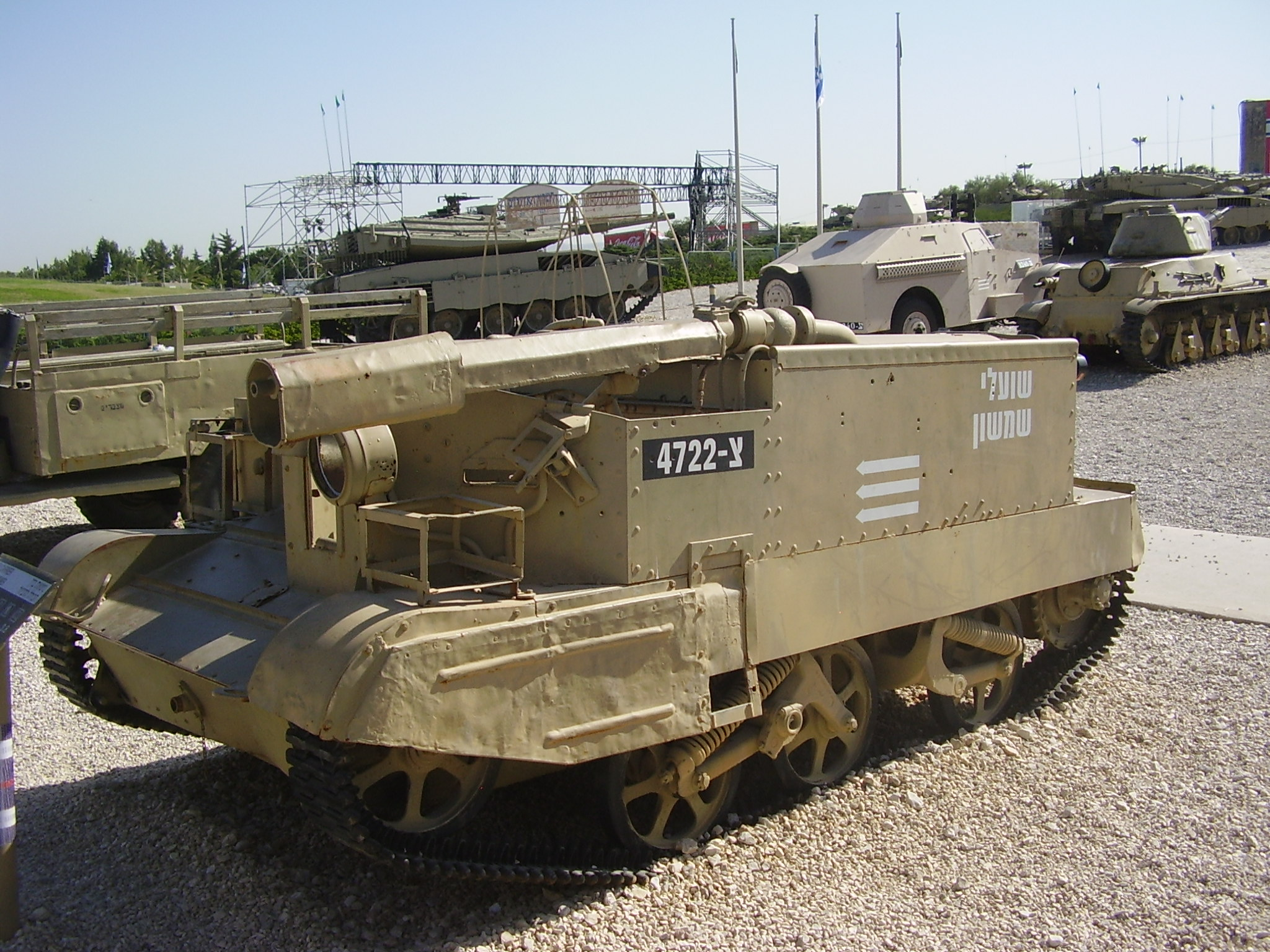
Wasp Carrier (version lance-flammes du Bren Carrier) semblable à ceux utilisés pour incendier Friesoythe. Il s'agit ici d'un modèle israélien exposé au musée des blindés de Latroun.

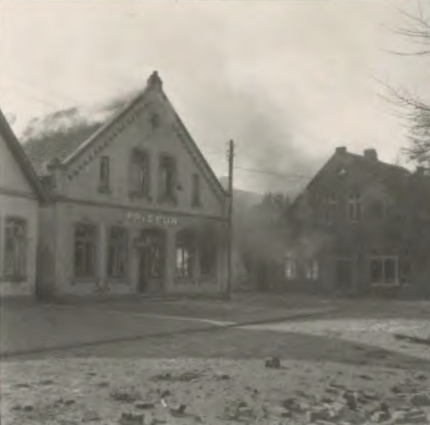
Un salon de coiffure en feu à Friesoythe.

Les Argylls n'attendent pas l'ordre de leur général de division pour commencer à brûler Friesoythe, mais les destructions prennent un caractère plus systématique après l'approbation de Vokes. La ville est méthodiquement incendiée à l'aide de lance-flammes montés sur des Wasp Carriers. Dans les rues secondaires, les soldats jettent des bidons d'essence sur les bâtiments et les enflamment avec des grenades au phosphore. Ces actions se poursuivent pendant plus de huit heures au cours desquelles Friesoythe est presque entièrement détruite. Le commandant du Algonquin Regiment dit dans son récit de guerre que « les Highlanders en furie ont nettoyé le reste de la ville comme aucune ville n'a été nettoyée depuis des siècles ». Le journal d'opération de la 4e brigade blindée canadienne indique pour sa part que « lorsque la nuit est tombée, Friesoythe était une réplique correcte de l'Enfer de Dante ».
Les décombres servent ensuite à renforcer les routes locales pour les chars et les transports lourds de la 4e division blindée, incapables d'avancer car les routes principales près de Friesoythe sont très abîmées et les routes plus petites ne sont pas adaptées à leur poids,. Des civils allemands sont réquisitionnés par les Canadiens pour charger des camions de gravats.

### Pertes civiles et ampleur des destructions

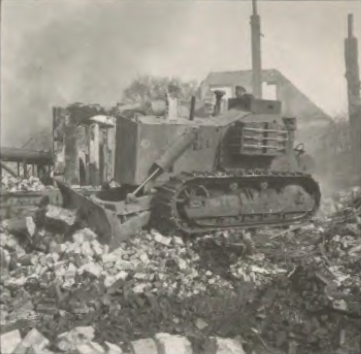
Un bulldozer canadien nettoie la route principale de Friesoythe à travers les décombres, 16 avril 1945.

Au cours des combats autour de Friesoythe (avant le début des représailles canadiennes), dix civils de la ville et dix autres des villages avoisinants sont tués. Une partie de ces morts gisent dans les rues lorsque la ville est prise par les Canadiens.
Les destructions occasionnées par les représailles canadiennes sont plus difficiles à chiffrer. Selon une évaluation allemande, 85 à 90 % de la ville est détruite au cours des évènements. La Brockhaus Enzyklopädie avance pour sa part le chiffre de 90 % de destruction. Le site Internet de la ville reprend un rapport de 1947 indiquant que sur 381 maisons dans la ville proprement dite, 231 ont été détruites et 30 autres gravement endommagées, chiffres auxquels il faut ajouter 120 maisons et 110 autres bâtiments détruits dans le faubourg d'Altenoythe.

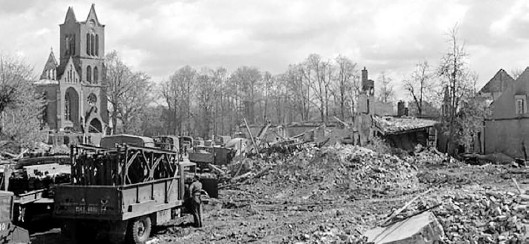
Ruines du centre ville, le 23 avril 1945.

Quelques jours après les représailles canadiennes, une infirmière de même nationalité, écrit dans une lettre à sa famille que le couvent situé à la périphérie de Friesoythe reste le seul bâtiment encore debout. L'historien et écrivain canadien Mark Zuehlke suggère en 2010 que « tout Friesoythe n'a pas été brûlé, mais que son centre a été détruit ». L'église est incendiée, ses cloches et son toit se sont effondrés. La porte de la ville, un des symboles historiques de Friesoythe, est également détruite.

## Suites

### Suite des combats des troupes canadiennes
« Vous devez savoir que nos soldats étaient doux avec les enfants de nos ennemis et qu'ils étaient bons avec ceux qui se trouvaient dans l'adversité. Dans l'ensemble, ils ont été d'excellents ambassadeurs du Canada. »

— Christopher Vokes dans son autobiographie.
Le journal de guerre des Argylls ne fait aucune mention de leurs représailles, notant simplement que « de nombreux incendies faisaient rage ». Le journal de guerre du 8e régiment antiaérien de la 4e division blindée canadienne indique quant à lui que « les Argylls ont été attaqués dans cette ville hier par les forces allemandes aidées par des civils et aujourd'hui toute la ville est systématiquement rasée. Une sévère expiation… » Les Argyll and Sutherland Highlanders (Princess Louise's) se voient décerner l'honneur de bataille « Friesoythe », tout comme le 1er bataillon du Lake Superior Regiment (Motor) et le 1er bataillon du Lincoln and Welland Regiment.
Le 16 avril 1945, le 1er bataillon du Lincoln and Welland Regiment attaque Garrel, à 16 km au sud-est de Friesoythe. Le maire déclare Garrel ville ouverte mais le premier char canadien à y pénétrer est détruit par un tir de Panzerfaust. Le commandant du bataillon (qui n'est autre que le beau-frère de Frederick Wigle) ordonne immédiatement d'ouvrir le feu sur tous les bâtiments qui n'affichent pas de drapeau blanc. Cet ordre est cependant annulé peu de temps avant d'être exécuté. Des troupes canadiennes sont également autorisées quelques jours plus tard à incendier le village de Mittelsten (10 km au sud de Friesoythe) après ce que l'historien Perry Briddiscombe qualifie de « transgression sans nom » sans donner plus de détails. Une unité du génie canadienne finit par les en dissuader, en raison de la présence d'une scierie. De même, le 30 avril 1945, les Canadiens menacent de raser la ville de Bad Zwischenahn, et il faut l'intervention du maire pour convaincre les troupes allemandes de se rendre et éviter la destruction du lieu.

### Après-guerre

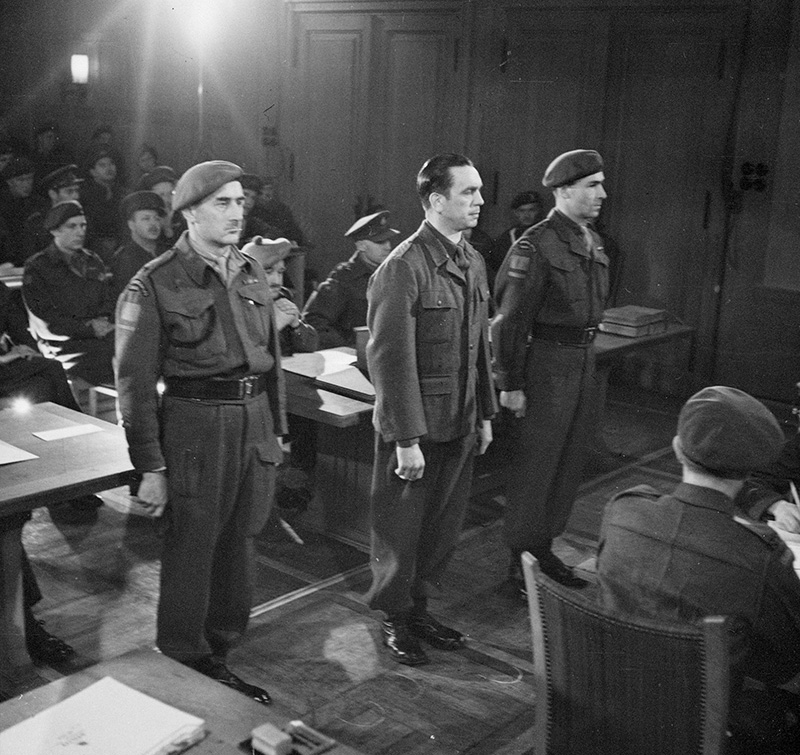
Kurt Meyer lors de son procès, en décembre 1945.

Au début de l'année 1946, Christopher Vokes examine un recours contre la condamnation à mort de Kurt Meyer, un criminel de guerre allemand reconnu coupable de l'exécution de 24 soldats canadiens. À ce sujet, Vokes dit avoir parlé au haut-commissaire canadien à Londres Vincent Massey « de Sögel et de Friesoythe, ainsi que des prisonniers et des civils que mes troupes avaient tués en Italie et dans le nord-ouest de l'Europe ». Vokes finit par commuer la peine de Meyer en emprisonnement à vie et déclare « À ma connaissance, il n'y a pas un général ou un colonel du côté des Alliés qui n'ait jamais dit : « Eh bien, cette fois-ci, nous ne voulons pas de prisonniers. »
L'historien officiel de l'armée canadienne, le colonel Charles Stacey, visite Friesoythe le 15 avril 1945. Il écrit dans l'histoire officielle de l'armée canadienne, publiée en 1960, qu'il « n'y a aucune trace de la façon dont cette [destruction] s'est produite »,. Malgré l'existence de traces des événements dans divers journaux d'unité, Mark Zuehlke estime qu'il ne s'agit pas d'une tentative délibérée d'étouffement de l'affaire par Stacey. Ce dernier a cependant connaissance de ce qui s'est passé à Friesoythe malgré ce qu'il en dit dans son histoire officielle, puisqu'il revient dessus dans ses mémoires en 1982. Stacey écrit alors que la seule occasion où il avait vu ce qui pouvait être considéré comme un crime de guerre commis par des soldats canadiens était à Friesoythe :

« […] à Friesoythe, les Argyll and Sutherland Highlanders of Canada […] ont perdu leur très populaire commandant […] en conséquence, une grande partie de la ville de Friesoythe a été incendiée dans le cadre de représailles erronées. Cet épisode malheureux n'a été porté à ma connaissance et n'est entré dans les pages de l'histoire que parce que je me trouvais à Friesoythe à l'époque et que j'ai vu des gens être expulsés de leurs maisons et celles-ci brûlées. Quelle terrible facilité avec laquelle les représailles peuvent devenir incontrôlables ! »

Dans son autobiographie, écrite quarante ans après la fin de la guerre, Vokes (qui n'a jamais été inquiété pour les actions de ses troupes) déclare qu'il n'éprouve « pas de grands remords pour la destruction de Friesoythe »,.
Après la fin de la Seconde Guerre mondiale, Friesoythe est intégrée à la zone d'occupation polonaise en Allemagne, une sous-zone de la zone d'occupation britannique. Le 27 mai 1945, le village de Neuvrees, situé au sein de la commune de Friesoythe est vidé de ses habitants pour y loger des réfugiés polonais (d'anciens travailleurs forcés ou prisonniers de camps de concentration) qui ne peuvent ou ne veulent pas rentrer dans leur pays, passé sous domination soviétique. Neuvrees est alors renommé Kacperkowo et les rues prennent elles-aussi des noms polonais. Les Polonais quittent finalement Neuvrees en décembre 1946.

## Mémoire

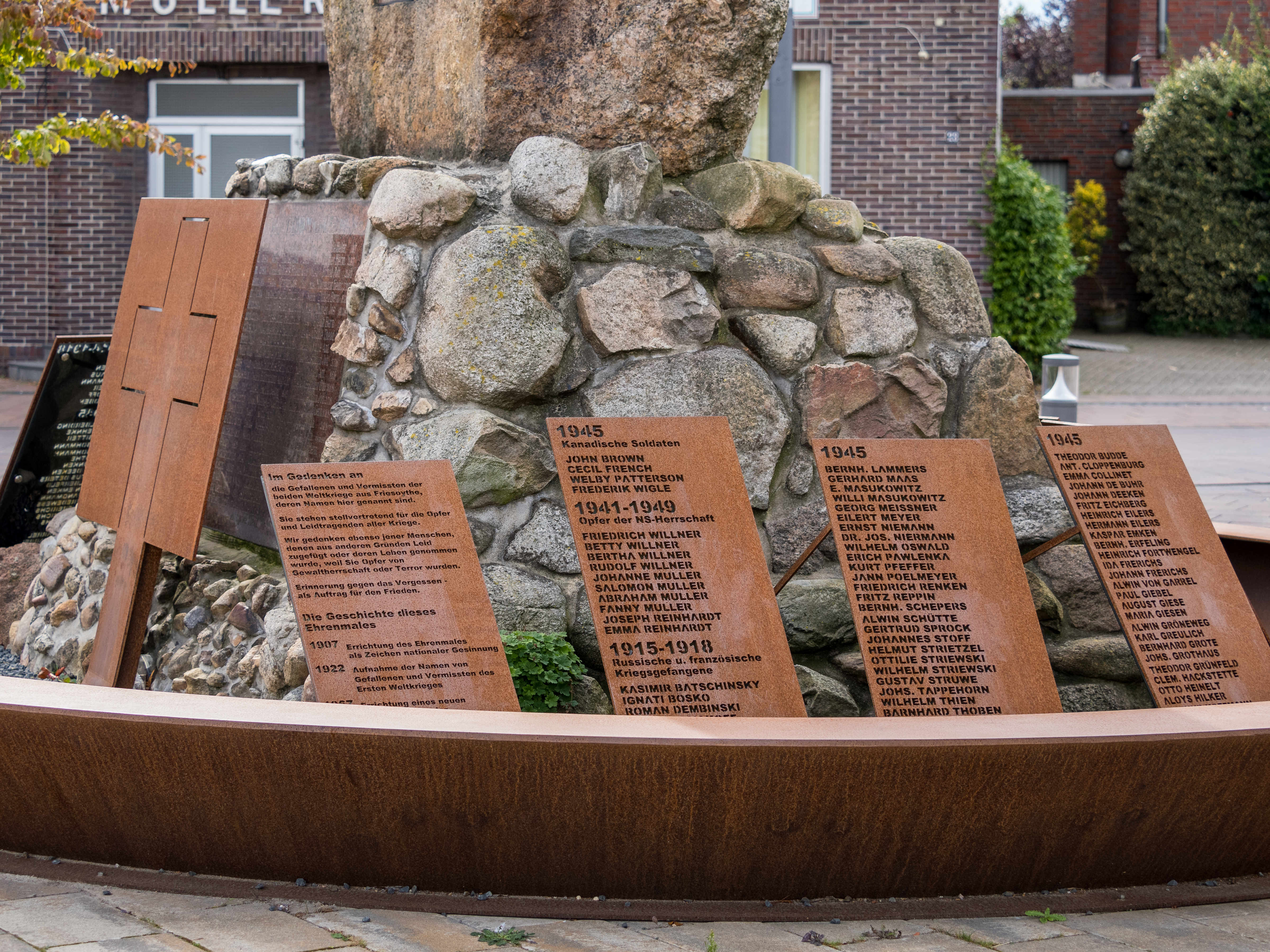
Monument aux morts de Friesoythe, avec les noms des civils, soldats allemands, canadiens et d'autres nationalités morts durant la guerre.

La destruction de la ville est un sujet sensible et chargé en émotions pour les historiens locaux. La plupart d'entre eux insistent ainsi sur le comportement pacifique des habitants face aux troupes canadiennes, et soutiennent que le lieutenant-colonel Wigle a été tué par des soldats allemands. La destruction de la ville est également expliquée par le besoin de gravats pour combler la route et permettre aux blindés canadiens d'avancer.
La destruction de Friesoythe est dépeinte dans une aquarelle de 1945 réalisé par Bruno Bobak, artiste officiel de l'armée canadienne servant dans la 4e division blindée canadienne et présent sur les lieux.

### Prophétie
La dévastation de Friesoythe en avril 1945 fait écho à une prophétie émise par l'un de ses habitants, mort en 1941, Theodor Caspar Wreesmann, écrivain public connu pour ses prédictions et considéré comme un voyant, plus spécifiquement un Spökenkieker (de). Avant guerre, il avait eu une vision dans laquelle la ville était en flammes tandis qu'il exhortait les habitants à fuir vers le hameau de Pehmertange pour se mettre en sécurité. Il est mort en 1941 et n'a donc pas vécu la destruction de la ville. De nombreuses sources locales reprennent cette prophétie en la présentant comme un fait historique et en expliquant qu'elle a permis de sauver des vies humaines. Peu à peu, cette histoire a intégré la mémoire collective, et fait partie dans les années 2000 de la mémoire officielle de Friesoythe.

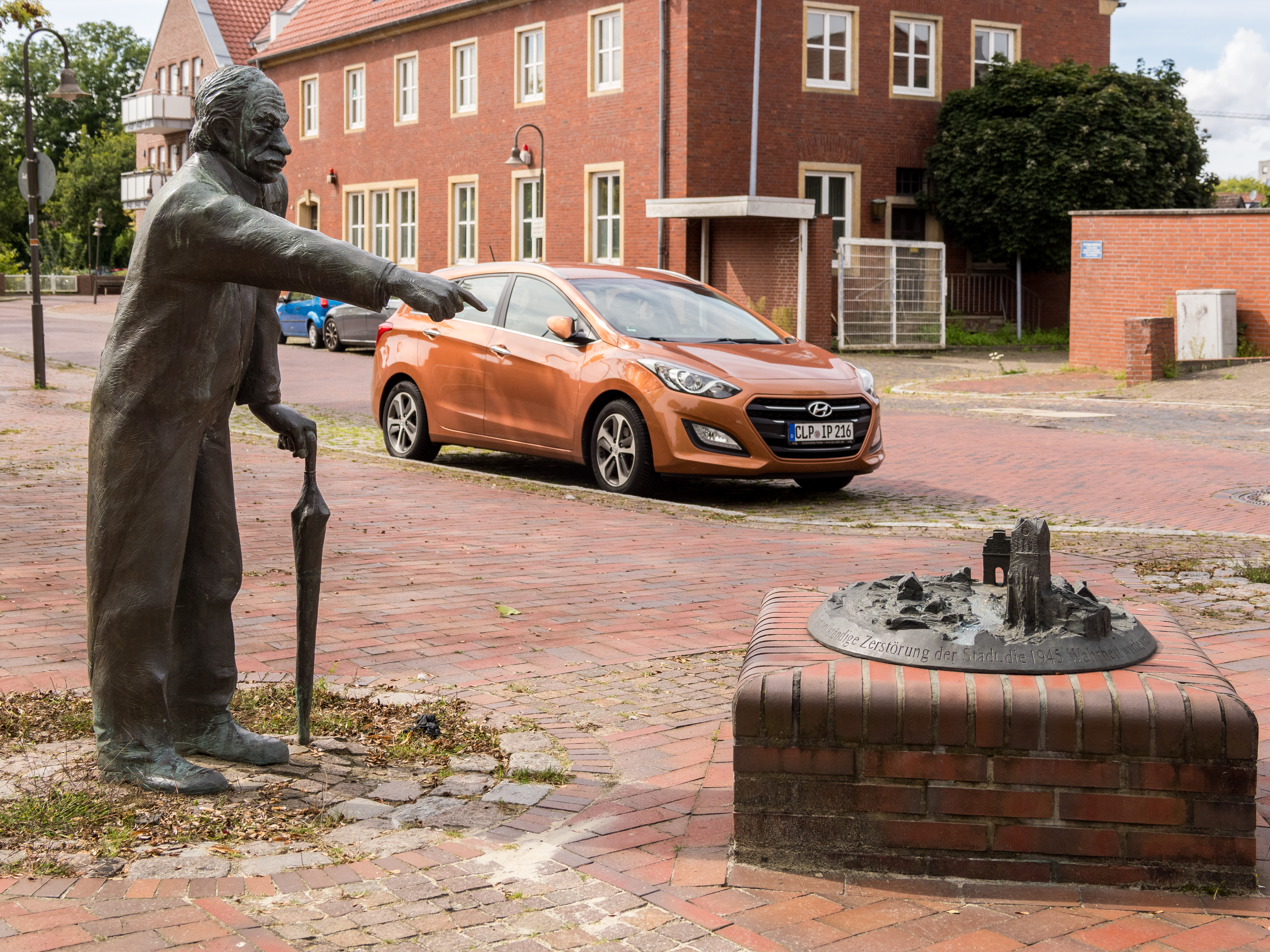
Sculpture commémorant la prophétie de la destruction de Friesoythe par Theodor Caspar Wreesmann (2020).

L'historien local Alexander Reuter se montre plus circonspect et estime que la prophétie de Theodor Caspar Wreesmann a été réinterprétée a posteriori, après la destruction de la ville, comme une prédiction exacte et funeste. Les propos exacts de Wreesmann ne sont pas connus, il n'en existe que des témoignages oraux dans des versions différentes d'un témoin à l'autre. La date même de cette prédiction est incertaine, certains la situant autour de 1920, d'autres à la fin de la vie de Wreesmann en 1941. 
Selon l'historien Gisbert Strodtrees, la prophétie n'est qu'une pure invention d'après guerre.
Selon l'historienne américaine Monica Black, l'effondrement du Troisième Reich et les bombardements alliés sont perçus par beaucoup d'Allemands comme une punition divine. Pour Reuter, ce contexte a été favorable à la réinterprétation des paroles du Spökenkieker. Dans le récit qu'en font les sources postérieures à 1945, Wreesman est ainsi présenté comme un individu plutôt étrange et incompris des habitants de Friesoythe, mais à l'approche des troupes alliées, la population se serait subitement rappelé ses conseils et les aurait suivis pour se mettre en sécurité. Cette histoire permet également d'expliquer le faible nombre de victimes civiles en comparaison des destructions matérielles très étendues. Cela expliquerait la popularité de ce récit. D'autres cas similaires de prédictions faites par des habitants avant la destruction d'une ville sous les bombardements alliés ont été documentés en Allemagne. Pour Reuter, ce genre de prédiction est également une forme de critique sociale : face à la propagande nazie qui promettait la victoire finale avec des armes secrètes supposément formidables, prédire la destruction d'une ville revient à rejeter ce discours et à montrer son manque de confiance dans le discours officiel du régime.
Le 22 mai 1945, une cérémonie a lieu dans l'église avec un prêtre et des religieuses capucines ; un crucifix blanc, sauvé des destructions, est consacré par un prêtre. Cet épisode fait lui aussi écho à une prédiction de Wreesmann, selon laquelle la présentation d'une croix blanche marquerait la fin des troubles pour Friesoythe et le début de jours meilleurs. L'aspect religieux est central dans cet épisode, qui a été peu à peu oublié dans l'histoire de la ville.
En 1992, une statue commémorative de Theodor Caspar Wreesmann est érigée dans la ville.

### Reconstruction

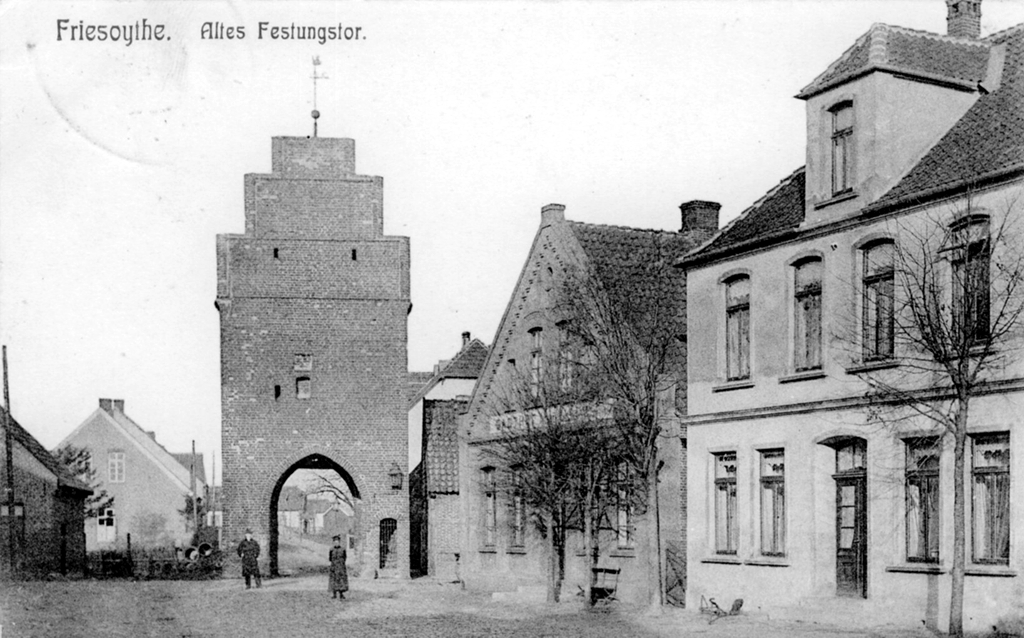
La porte emblématique de Friesoythe, complètement détruite en avril 1945 (figurant ici sur une carte postale de 1911).

Dans les années 2000, un projet de reconstruction de la porte de la ville émerge, porté par une association d'habitants créée en 1998. En 2008, pour célébrer les 700 ans de la ville, un modèle de la porte est construit à son ancien emplacement. Toutefois, le projet de reconstruction complète n'est pas suivi par la municipalité, et un modèle réduit est installé à la place.

### Sources primaires
- (en) Argyll and Sutherland Highlanders of Canada War Diary, Ottawa, Library and Archives Canada.
- [Lincoln and Welland Regiment War Diary 1945] (en) Lincoln and Welland Regiment War Diary, April 1945, Ottawa, ON, Library and Archives Canada (no 8).
- (en) E. Sirluck, Intelligence Report, War Diary, General Staff, 4th Canadian Armoured Division, 1 April 1945 – 30 April 1945. Appendix 38, Library and Archives Canada, 14 avril 1945.

### Mémoires de témoins et d'acteurs
- [Stacey 1982] (en) Charles Perry Stacey, A Date With History : Memoirs of a Canadian Historian, Ottawa, Deneau, 1982, 366 p. (ISBN 978-0-88879-086-6, lire en ligne ).
- [Vokes 1985] (en) Christopher Vokes, Vokes : My Story, Ottawa, Gallery Books, 1985 (ISBN 978-0-9692109-0-0).

### Sources secondaires

#### Histoire militaire
- [Ambrose 1997] (en) Stephen E. Ambrose, Citizen Soldiers : The U.S. Army From the Normandy Beaches to the Bulge to the Surrender of Germany, New York, Simon & Schuster, 1997, 566 p. (ISBN 978-0-684-81525-1, lire en ligne ).
- [Atkinson 2015] (en) Rick Atkinson, The Guns at Last Light : The War in Western Europe, 1944-1945, Great Britain, Abacus, 2015, 896 p. (ISBN 978-0-349-14048-3). .
- [Briddiscombe 1998] (en) Perry Briddiscombe, Werwolf! : The History of the National Socialist Guerrilla Movement, 1944–1946, Toronto, University of Toronto Press, 1998, 498 p. (ISBN 978-0-8020-0862-6, lire en ligne ).
- [Brockhaus 1996] (de) Brockhaus, Brockhaus. Die Enzyklopädie in 24 Bänden, vol. 7, 1996 (ISBN 978-3765311000).
- [Brode 1997] (en) Patrick Brode, Casual Slaughters and Accidental Judgements : Canadian War Crimes Prosecutions, 1944–1948, Toronto; Buffalo, For Osgoode Society for Canadian Legal History by University of Toronto Press, 1997 (ISBN 978-0-8020-4204-0, lire en ligne ).
- [Canadian Forces Heritage] (en) The insignias and lineages of the Canadian Forces : Infantry regiments, vol. 2, Canadian Forces Heritage Publication, 15 janvier 2010 (lire en ligne [archive du 6 décembre 2017]), partie 3.
- [Cassidy 1948] (en) G. L. Cassidy, Warpath; the Story of the Algonquin Regiment, 1939–1945, Toronto, Ryerson Press, 1948 (OCLC 937425850).
- [Foster 2000] (en) Tony Foster, Meeting of Generals, San Jose; New York, iUniverse, 2000 (1re éd. Published by Metheun 1986) (ISBN 978-0-595-13750-3).
- [Fraser 1996] (en) Robert L. Fraser, Black Yesterdays : The Argylls' War, Hamilton, Argyll Regimental Foundation, 1996, 608 p. (ISBN 978-0-9681380-0-7).
- [Granatstein 2010] (en) J. L. Granatstein, « The roads to victory », Legion magazine,‎ 2010, p. 14-20 (lire en ligne  [PDF]).
- [Hastings 2004] (en) Max Hastings, Armageddon : the Battle for Germany 1944–45, Londres, Macmillan Publishers, 2004, 664 p. (ISBN 978-0-333-90836-5).
- [Hibbert 1985] (en) Joyce Hibbert, Fragments of War : Stories from Survivors of World War II, Toronto, Dundurn Press, 1985, 267 p. (ISBN 978-0-919670-95-2, lire en ligne ). .
- [Marsh 2015] (en) James H. Marsh, « One More River to Cross: The Canadians in Holland », dans The Canadian Encyclopedia, 2015.  (archive du 29 March 2018) (consulté le 13 août 2018).
- [Morton 2016] (en) Desmond Morton, « Christopher Vokes », dans The Canadian Encyclopedia, 2016. .
- [Rogers 1989] (en) R. L. Rogers, History of The Lincoln and Welland Regiment, Ottawa, Lincoln and Welland Regiment, Canadian Army, 1989 (OCLC 13090416).
- [Stacey 1960] (en) Charles Perry Stacey, The Victory Campaign : The Operations in North-west Europe 1944–45, vol. III, Ottawa, Queen's Printer, coll. « Official History of the Canadian Army in the Second World War », 1960 (OCLC 317352926, lire en ligne [PDF]).
- [Williams 1988] (en) Jeffery Williams, The Long Left Flank : the Hard Fought Way to the Reich, 1944–1945, Toronto, Stoddart, 1988, 348 p. (ISBN 978-0-7737-2194-4, OCLC 25747884).
- [Zuehlke 2010] (en) Mark Zuehlke, On To Victory : The Canadian Liberation of the Netherlands, Vancouver, Greystone Books, 2010, 538 p. (ISBN 978-1-55365-430-8, lire en ligne).

#### Histoire locale
- [Cloppenburg 2003] (de) Ferdinand Cloppenburg, Die Stadt Friesoythe im zwanzigsten Jahrhundert, Friesoythe, Schepers, 2003, 335 p. (ISBN 978-3-00-012759-5).
- [Reuter 2022] (de) Alexander Reuter, 'De olle Vierfuß har dat tweide Gesicht.' : Erzählkultur um Theodor Caspar A. J. Wreesmann, den 'Seher von Friesoythe', Waxmann Verlag, 2022, 212 p. (ISBN 978-3-8309-9397-1, lire en ligne).
- (de) Peter Stelter, Sven Stratmann et Johann Wimberg, Friesoythe 1945 : Schicksale und Silhouette einer zerstörten Stadt, H.B. Schepers, 2022 (ISBN 978-3-941073-34-0).
- [Stix 2020] (de) Heiner Stix, « Kanadier legen Stadt in Schutt und Asche », sur OM online, 2020 (consulté le 15 septembre 2023).
- [Friesoythe 2018] (de) Friesoythe, « Chronik - 1930 bis 1948 », 2018.